# Мелетий I Охридски
Мелетий е православен духовник, охридски архиепископ около 1637 година.
На 23 юни 1628 година йеромонах Мелетий е избран за софийски митрополит, но през 1631 година е отстранен заради блудство. Архиепископ в Охрид става между 1634 и 1637 година, а през 1643 година вече не заема тази длъжност. Около 1644 година прави опит да бъде избран за йерусалимски патриарх, но не успява поради противодействието на молдовския княз Василе Лупу. Пише донос до османските власти срещу княза, но великият везир отказва да го представи на султана и на Мелетий е наложено наказание. Умира не по-късно от март 1696 година, когато част от неговите вещи са предадени, съгласно завещанието му, на патриаршеската църква „Свети Георги“ в Цариград.